# Apeadero de Comenda
El apeadero de Comenda es una plataforma cerrada de la línea de Évora, que servía a la zona del barrio de la Comenda, en la ciudad de Évora, en Portugal.

## Historia
Este apeadero se encuentra en el tramo entre la estación de Évora y el apeadero de Vale do Pereiro, que entró en servicio el 5 de septiembre de 1871.
Los servicios de pasajeros entre Évora y Estremoz fueron clausurados el 1 de enero de 1990; este tramo quedó en exclusiva para servicios de mercancías hasta 2009, año en que dejó de ser explotado, siendo oficialmente abandonado en 2011.